# Basist

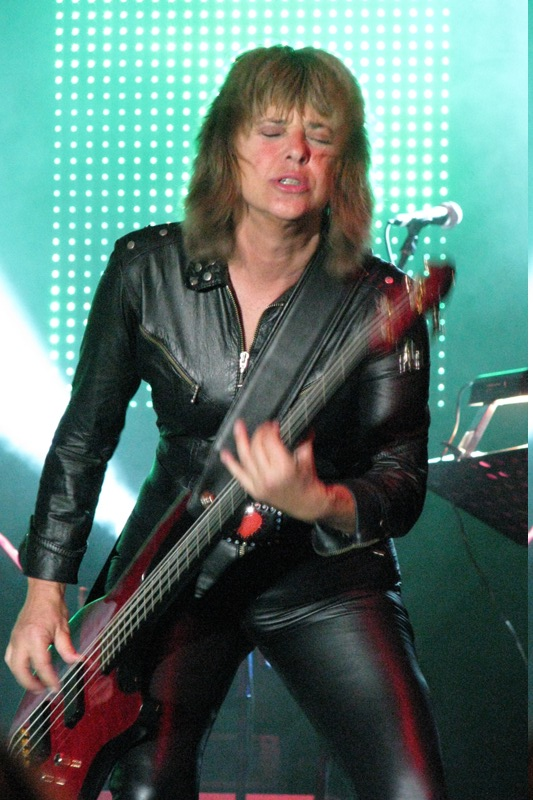
Suzi Quatro, basist.

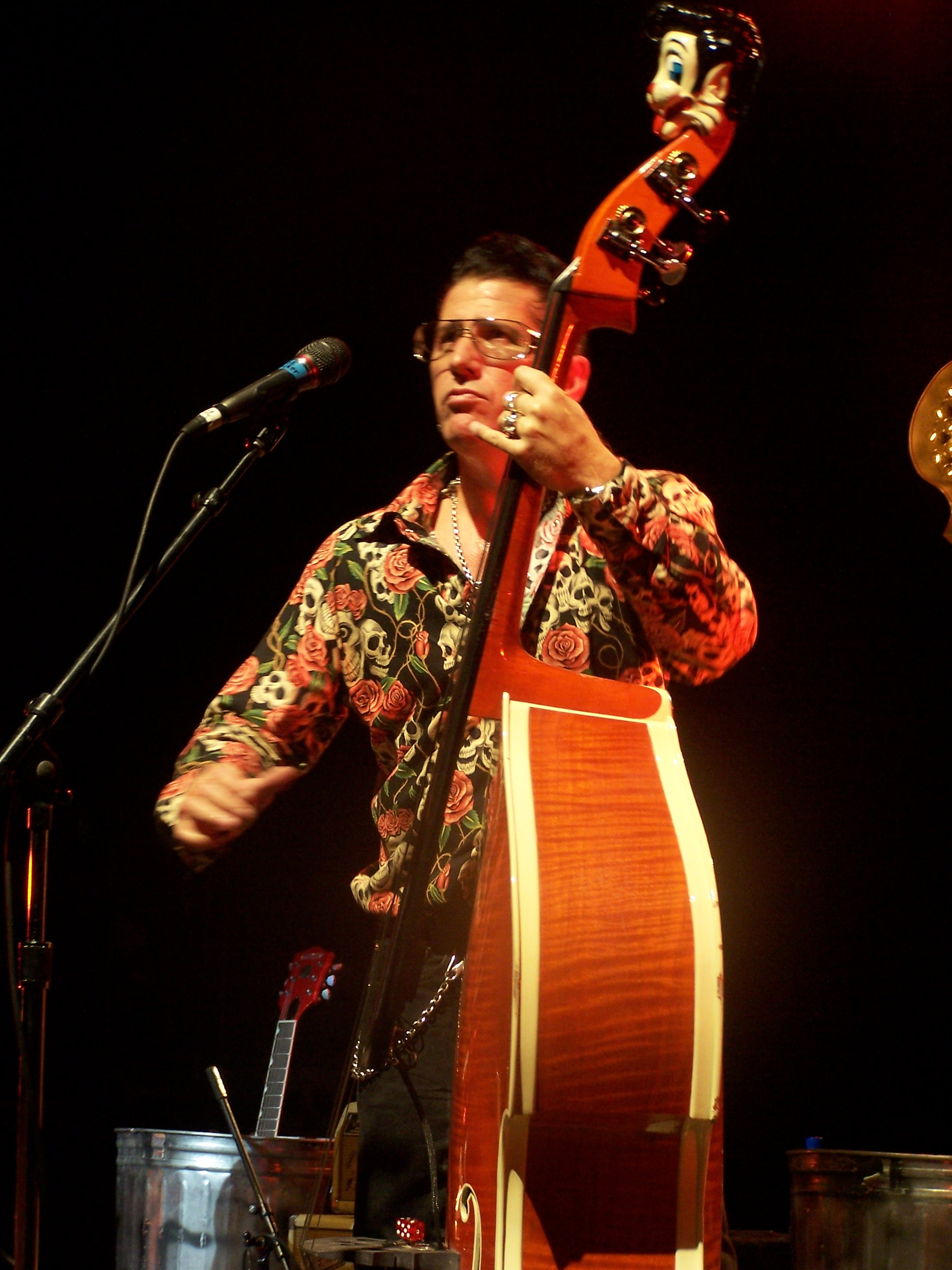
Lee Rocker på Uptown Theatre, juli 2007

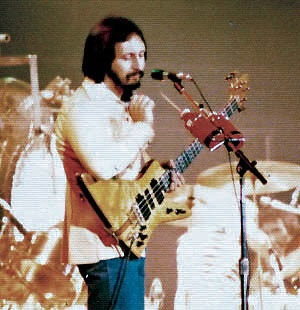
John Entwistle från The Who, 1976.

En basist är en musiker som spelar kontrabas, eller elbas (lanserad 1951).
Några basister med framträdande roller är John Entwistle i The Who, Lemmy Kilmister i Motörhead, Cliff Burton i Metallica, Steve Harris i Iron Maiden, Twiggy Ramirez i Marilyn Manson, "Fieldy" i KoRn, Michael Balzary (Flea) i Red Hot Chili Peppers, John Deacon i Queen, Gene Simmons i Kiss och Paul McCartney i The Beatles.
Bootsy Collins och Larry Graham, Fred Thomas (JB:s), Mark Adams (Slave), Robert Kool Bell (Kool & The Gang) är två kända funk/R&B-basister. Charles Mingus och Charlie Haden är två kända jazzbasister. Domenico Dragonetti (1763–1846), var en framstående klassisk kontrabasvirtuos.